# Eleições presidenciais no Turcomenistão em 1992
Eleições presidenciais foram realizadas no Turquemenistão em 21 de junho de 1992, a primeira desde a independência. O único candidato foi Saparmyrat Nyýazow, então primeiro secretário do Partido Comunista do Turquemenistão desde 21 de dezembro de 1985. Outros candidatos não foram autorizados a participar das eleições.
De acordo com dados oficiais, 99,5% dos eleitores votaram a favor de Nyýazow, com participação eleitoral em 99,8%. 
| Candidato                            | Partido                              | Votos     | %     |
| ------------------------------------ | ------------------------------------ | --------- | ----- |
| Saparmyrat Nyýazow                   | Partido Democrático do Turcomenistão | 1,874,357 | 99.5  |
| Contra                               | Contra                               | 9,236     | 0.5   |
|                                      |                                      |           |       |
| Votos nulos/Brancos                  | Votos nulos/Brancos                  | 231       | –     |
| Total                                | Total                                | 1,883,824 | 100.0 |
| Eleitores registrados/Comparecimento | Eleitores registrados/Comparecimento | 1,887,599 | 99.8  |
| Fonte:                               |                                      |           |       |